# Хульдра
Хульдра, или хюльдра (норв. huldra от др.норв. hylja «скрывать»), — сказочное существо, выглядит как девушка с коровьим хвостом; персонаж скандинавского фольклора.
Мужской вариант хульдры зовётся huldrekall.

## Описание и легенды
Хульдра выглядит как молодая привлекательная девушка со светлыми длинными волосами. Она может быть настолько красивой и обворожительной, что человек влюбляется в неё с первого взгляда. Единственное, чем отличается хульдра от человеческой девушки, — это длинным хвостом, похожим на коровий, который она тщательно скрывает. Встретить хульдру можно в горах или в чаще леса — обычно тогда, когда она пасёт своих коров (по сравнению с домашними они имеют гораздо большие размеры).

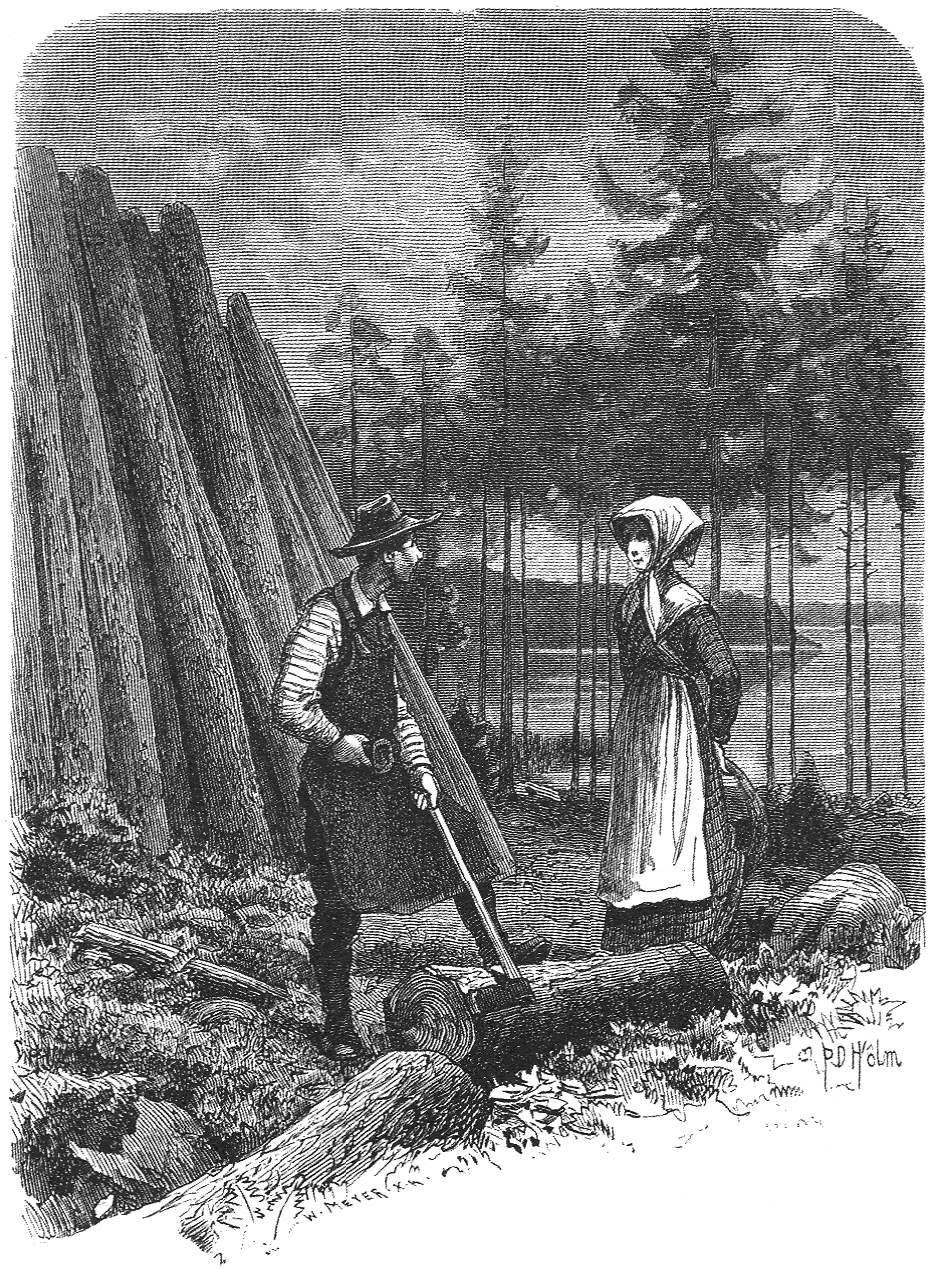
Хульдра на иллюстрации из книги Svenska folksägner ("Шведские народные сказки", 1882)

Известно множество историй о молодых неженатых мужчинах, которые влюбились в хульдр. Иногда люди остаются жить с хульдрой и её семьёй в горах. Хульдры живут богато — у них много лошадей, коров и овец, много еды и богатой одежды; однако, если человек начал жить с хульдрой, вернуться обратно ему уже практически невозможно и он должен оставаться там до конца своих дней. Хульдра добра лишь к тому человеку, который к ней добр и ей не перечит, в этом случае они могут жить вместе долго и счастливо, про такие случаи сложены истории. Если же человек разлюбил свою жену-хульдру, тяготится ею и пытается вернуться обратно к людям, она может предстать перед ним в образе уродливой женщины и сильно навредить ему.
У хульдры есть ещё один изъян — огромная дыра во всю спину (дыра, похожая на дупло в дереве, иногда описывалась, как гниющая рана). Если эту дыру увидит человек, то хульдра потеряет свой прелестный облик. По некоторым источникам, если мужчина влюбится в хульдру искренне, то этого не произойдёт, при этом дыра не пропадёт полностью, но будет уже не столь отталкивающей.

Хульдра на гербе норвежской коммуны Лардал (фюльке Вестфолл)

Существует поверье, что если хульдра обвенчается в церкви, она потеряет свой хвост и станет обычной женщиной.

## Образы хульдры в культуре и современной жизни

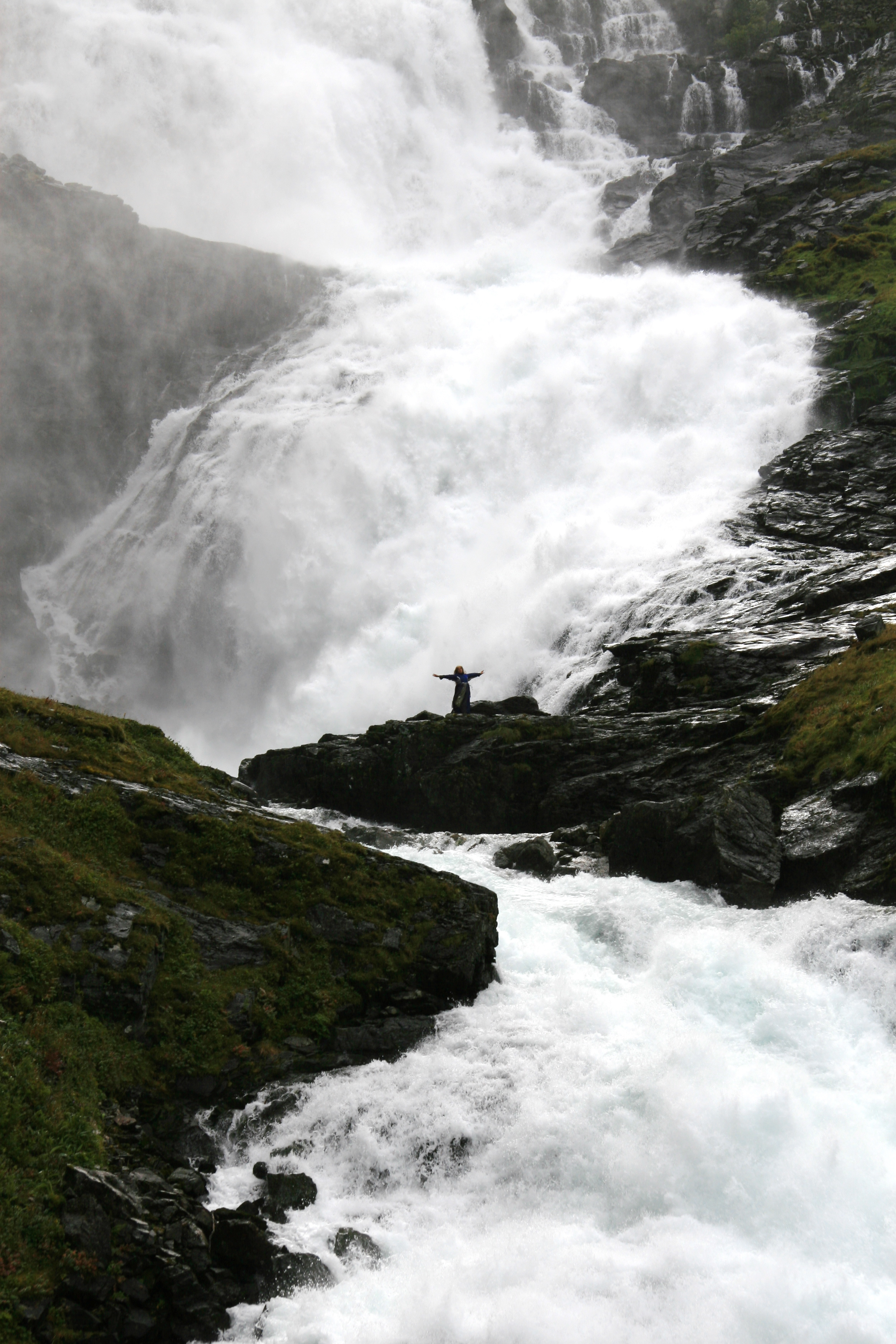
Музыкальное театрализованное действие «Хульдра» на станции около водопада Кьосфоссе»

В рекламных туристических буклетах рассказывается, что хульдр можно встретить и сегодня в некоторых местах Норвегии — в частности, около водопада Кьосфоссен рядом с Фломмской железной дорогой. Для развлечения туристов на станции «Кьосфоссен» специально организовано музыкальное театрализованное действие «Хульдра», в котором роль сказочных существ исполняют артисты с альпинистской подготовкой.

### Художественная литература
- Женщина-хульдра — один из персонажей повести Нила Геймана «Король горной долины» (2003): «…она выглядела как то, чем и являлась — как дикое существо, создание леса. На кровати, под её пальто, дёрнулся и затих хвост. Она была очень красива…».[источник не указан 2085 дней]
- В романе Майкла Суэнвика «Дочь железного дракона» одним из второстепенных действующих лиц является хульдра Холстина.
- Женщина-хульдра — один из персонажей произведения Дмитрия Нелина «Хакеры Рагнарёка».
- В романе Ксении Буржской "Литораль" главная героиня понимает, что в прошлой жизни была хульдрой.

### Изобразительное искусство

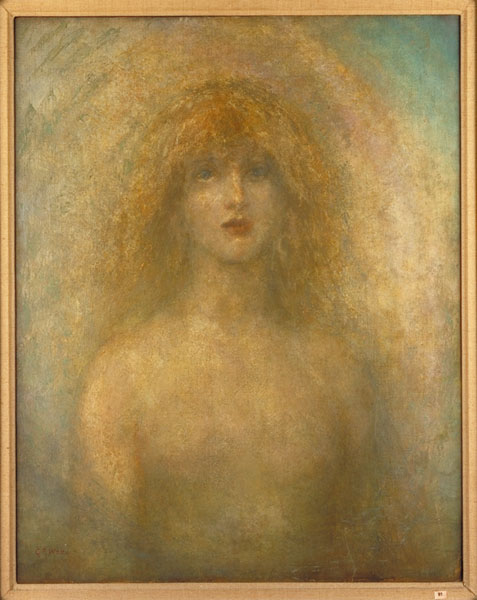
«Хульдра». Картина Дж. Ф. Уоттса (1884)

Британский художник Викторианской эпохи Джордж Фредерик Уоттс изобразил драматическую актрису и натурщицу Дороти Дин на своей картине «Хульдра» (англ. «Uldra», холст, масло, 66 x 53 см, 1884, Галерея Уоттса). Она запечатлена в образе сверхъестественного существа, которое можно разглядеть сквозь туман и брызги у водопада.

### Кинематограф
- В основе сюжета норвежского триллера «Хвост» (2012) режиссёра Александра Нордоса[норв.] лежат проблемы взаимоотношения между хульдрами и людьми, а действие происходит в наше время. В роли хульдры в фильме снялась известная норвежская актриса Силье Рейномо[норв.][3].
- В норвежской приключенческой сказке «Эспен в королевстве троллей» (2017) одной из героинь является Хульдра в исполнении Иды Урсин-Холм.